# استان کالوگا

استان سوردلوفسک در نقشهٔ روسیه.

کالوگا (به روسی: Калу́жская о́бласть، تلفظ: کالوژسکایا اُبلاست) یکی از استان‌های روسیه است.
پایتخت آن شهر کالوگا و جمعیت آن ۱٬۰۴۱٬۶۴۱ نفر است (سال ۲۰۰۲).
برای خواندن درباره تاریخچه قدیم این استان به نوشتار امیرنشین‌های اوکای بالا نگاه کنید.

## منبع
ویکی‌پدیای انگلیسی، نسخهٔ ۱۴ اکتبر ۲۰۰۶.